# لوکنهوس
لوکنهوس (به آلمانی: Lockenhaus) یک منطقهٔ مسکونی در اتریش است که در ناحیه اوبرپولندورف واقع شده‌است. لوکنهوس ۱٬۹۹۱ نفر جمعیت دارد.